# 루디윅 카이저

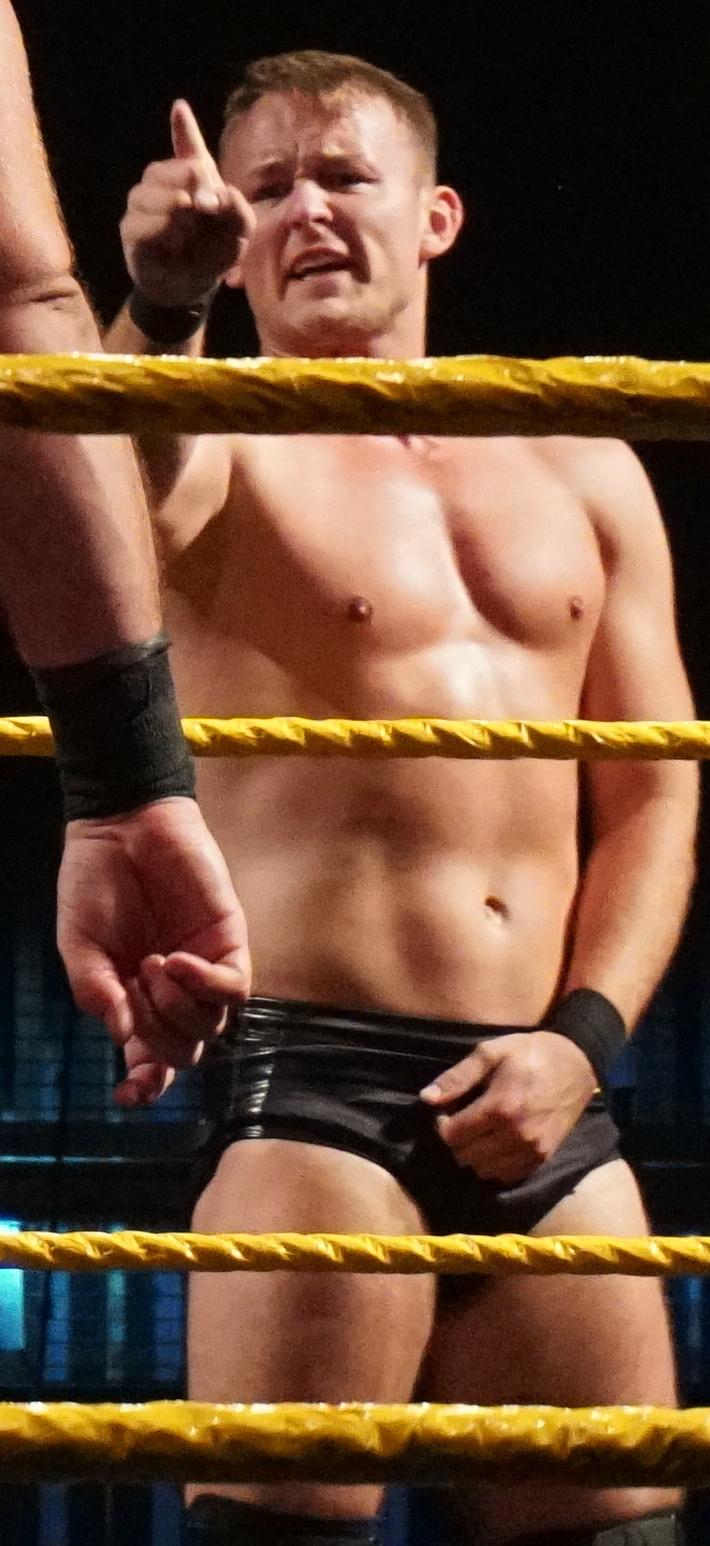

루디윅 카이저(Ludwig Kaiser, 1991년 7월 8일 ~ )은 본명이 마르셀 바텔(Marcel Barthel)이다. 주로 독일의 남자 프로레슬링선수다. 키는 190cm(6 ft 3 in)에다가 몸무게는 101kg(222 lb)나가기 때문에 보통 체격이라서 군터가 몸무게가 많이 나간다고 들었다. WWE 남자 프로레슬링선수 군터 몸무게가 135kg(297 lb)나가면서 찹을 소리 들을때마다 엄청난 대단하다고 한다. 임페리움이라는 활동을 하고 있다. 아주 악역 스테이블이라는 있다고 한다. 이전에는 파이안 아이크너라는 태그팀이라는 활동을 하다가 지금은 군터/건터라는 붙어 다닌다. 항상 붙어 다니면서 지금은 2022년 4월 8일 WWE 스맥다운 링네임은 루디윅 카이저(Ludwig Kaiser)라는 가지고 있다. 피니쉬는 란둥스브루켄(브리짓 레그 훅 벨리 투 백 수플렉스), 악셀 다이어터 시니어 스페셜(로터스 락), 드림 디디티, 페널티 킥으로 사용을 한다.

## Professional wrestling highlights
- Finishing moves
  - Axel Dieter Sr. Special (Lotus lock)
  - Dream DDT - 2022-present
  - Landungsbrucken (Bridging leg hook belly-to-back suplex)
  - Penalty kick - 2022
- Signature moves
  - Back body drop
  - Body slam
  - Blockbuster (Somersault neckbreaker)
  - Delayed vertical suplex
  - Jumping european uppercut
  - Running enzuigiri
  - Samoan drop
- With Fabian Aichner / Giovanni Vinci
  - Finishing moves
    - European Bomb / Imperium Bomb (Delayed spinebuster (Giovanni) and diving European upercut (Ludwig) combination)

  - Signature moves
    - Double flapjack
    - Double mat slam
- Managers
  - Christian Michael Jakobi
- Entrance themes
  - "Symphony No. 9 in E Minor" by London Festival Orchestra & Alfred Scholz (WWE NXT UK; 2018-2022)
  - "IV Allegro con Fuoco" by Antonín Dvořák (WWE NXT UK/WWE NXT; 2019-2022; used as a member of the Imperium)
  - "General" by	Def Rebel (WWE; 2022; used as a member of Imperium)
  - "Prepare To Fight" by Def Rebel (WWE; 2022-2023; used as a member of Imperium)
  - "Sacred" Def Rebel (WWE; 2023-present; used as a member of Imperium)

## 수상
- 태그팀 토너먼트 (2009) - 다 마크
- EWP 태그팀 챔피언 (1회) - 다 마크
- 그레이트 베어 그랜드 챔피언 (1회)
- GSW 태그팀 챔피언 (1회) - 다 마크
- NFC 퍼스트 파이트 챔피언 (1회)
- 인터네셔널 NCW 크루저웨이트 챔피언 (1회)
- 퍼스트 파이트 토너먼트 (2010)
- PWF 노스 유러피언 챔피언 (1회)
- 랭크드 넘버 240 오브 더 탑 500 싱글즈 레슬링 인 더 500 인 2020
- wXw 유니파이드 월드 레슬링 챔피언 (1회)
- wXw 월드 태그팀웨이트 챔피언 (2회) - 다 마크
- 미텔도이칠란트컵 (2014)
- 포 네이션스컵 (2015)
- WWE 월드 NXT 태그팀웨이트 챔피언 (2회) - 파이안 아이크너